# Burcin
Burcin – miejscowość i gmina we Francji, w regionie Owernia-Rodan-Alpy, w departamencie Isère.
Według danych na rok 1990 gminę zamieszkiwało 401 osób, a gęstość zaludnienia wynosiła 60 osób/km² (wśród 2880 gmin regionu Rodan-Alpy Burcin plasuje się na 1233. miejscu pod względem liczby ludności, natomiast pod względem powierzchni na miejscu 1384.).